# کاماندونا
کاماندونا (به ایتالیایی: Camandona) یک کومونه در ایتالیا است که در استان بیه‌لا واقع شده‌است.

## خصوصیات
کاماندونا ۹٫۵ کیلومترمربع مساحت و ۴۲۵ نفر جمعیت دارد.

## خواهرخوانده
شهر Faucigny خواهرخواندهٔ کاماندونا هست.